# 利奥波茨赫厄
利奥波茨赫厄（發音：[ˈleːopɔltsˌhøːə]）是德国北莱茵-威斯特法伦州代特莫尔德行政区利珀县的市镇，面积36.93平方千米，2023年12月31日人口为16,658人。

## 友好城市
利奥波茨赫厄与以下城市结为友好城市：
- 法國 圣戈捷
- 德国 施韦纳
- 波蘭 梅斯瓦科维采（英语：Mysłakowice）